# Associazione degli archivisti svizzeri
L'Associazione svizzera degli archivisti (AAS) rappresenta gli archivisti, i gestori di documenti e gli specialisti dell'informazione in Svizzera. In quanto associazione professionale nazionale, sostiene la cooperazione degli archivi professionali e l'obiettivo di rendere l'accesso al materiale archivistico di facile utilizzo.